# Theatrochora cosmophanes
Theatrochora cosmophanes är en fjärilsart som beskrevs av Edward Meyrick 1921. Theatrochora cosmophanes ingår i släktet Theatrochora och familjen äkta malar. Inga underarter finns listade i Catalogue of Life.